# Kwasy organiczne
Kwasy organiczne – organiczne związki chemiczne wykazujące właściwości kwasowe. Najpowszechniejsze kwasy organiczne to kwasy karboksylowe, czyli związki zawierające grupę karboksylową.
Relatywnie mocne wśród kwasów organicznych są kwasy sulfonowe. Kwasowość, choć zazwyczaj słabą, wykazują także związki posiadające grupę hydroksylową lub grupę tiolową, a także enole oraz fenole.
Nazwy systematyczne kwasów organicznych tworzy się od nazwy węglowodoru, który ma w cząsteczce tyle atomów węgla co kwas, dodając 
końcówkę -owy.